# Шипулино (Московская область)
Шипулино — деревня в Клинском районе Московской области, в составе Городского поселения Высоковск. Население — 134 чел. (2010). До 2006 года Шипулино было центром Шипулинского сельского округа.
Деревня расположена в центральной части района, в 3 км к северо-западу от окраины города Высоковск, на одном из истоков реки Железовка (правый приток Ямуги), высота центра над уровнем моря 200 м. Ближайшие населённые пункты — Бекетово на востоке, Горки на севере и Макшеево на юго-западе. У северной окраины Дмитроково проходит региональная автодорога 46К-0280 (автотрасса М10 «Россия» — Высоковск).

## Население
| 2002 | 2006 | 2010 |
| ---- | ---- | ---- |
| 75   | ↘67  | ↗134 |

## Храм Воскресения Словущего
В деревне (ранее считавшейся селом) действует православный Храм Воскресения Словущего (другие названия — церковь Воскресения Словущего на Николо-Железновском погосте, церковь Воскресения Словущего в Шипулино, Воскресенская церковь, Воскресенский храм, церковь Воскресения Господня). Кирпичный храм, возведённый (вместо стоявшего здесь ранее деревянного храма, впервые упомянутого в 1545 году) в 1800—1802 годах на средства прихожан при участии Васильчиковых — владельцев местной усадьбы. Это трёхчастное здание, построенное в стиле зрелого классицизма, подверглось частичной перестройке и расширению в 1903 году по проекту архитектора Н. Н. Благовещенского. После перестройки конфигурация храма приобрела крестообразный характер, так как с севера и юга к основной его части храма были пристроены симметричные приделы с гранёными апсидами, куда были перенесены боковые престолы, расположенные справа и слева от главного. Храм является основным центром православия в Высоковске и близлежащих деревнях.